# Алессіо Фігаллі
Алессіо Фігаллі (італ. Alessio Figalli нар. 2 квітня 1984, Рим Італія) — італійський математик. Фахівець з варіаційного числення та Диференціальних рівнянь з частинними похідними.

## Нагороди та визнання
- 2008:premio "Giuseppe Borgia" Національної академії деї Лінчеї
- 2008:премія Карло Міранда
- 2012:французька математична премія Cours Peccot[fr]
- 2012:Премія Європейського математичного товариства[14]
- 2014:Доповідач на Міжнародному конгресі математиків у Сеулі.
- 2015:Медаль Стампасхія[en]
- 2017:Премія Антоніо Фельтрінеллі
- 2018:Філдсовська премія

## Доробок
- Mit Maggi, Pratelli: A mass transportation approach to quantitative isoperimetric inequalities. Invent. Math. 182 (2010), no. 1, 167–211.
- Mit Carrillo, DiFrancesco, Laurent, Slepčev: Global-in-time weak measure solutions and finite-time aggregation for nonlocal interaction equations. Duke Math. J. 156 (2011), no. 2, 229–271.
- Mit Rifford, Villani: Nearly round spheres look convex. Amer. J. Math. 134 (2012), no. 1, 109–139.
- Mit Guido de Philippis: W2,1 regularity for solutions of the Monge-Ampère equation. Invent. Math. 192 (2013), no. 1, 55–69.
- Mit Guido de Philippis: The Monge-Ampère equation and its link to optimal transportation. Bull. AMS, Band 51, 2014, S. 527–580, Online. [Архівовано 2 серпня 2018 у Wayback Machine.]